# 完美丈夫 (印尼电影)
《完美丈夫》，2018年發行的印尼愛情電影。

## 故事大綱
Ayla是個青春洋溢的女高中生，並熱愛著搖滾音樂，而她的男友Aldo就是個搖滾樂手。有天一個自稱Arsen的機師，闖進Ayla的生活並告訴他，他將是Ayla未來的丈夫。Ayla被這突如其來的男子弄得手足無措，她將會遭受怎樣的命運？搖滾男友Aldo會怎樣捍衛自己的女友呢？

## 外部連結
- Film The Perfect Husband (2018)